# Die großen Familien
Die großen Familien (frz. Les Grandes Familles) ist der erste Band der Romantrilogie des französischen Schriftstellers Maurice Druon, der 1948 in Paris bei Julliard erschien. Der Autor erhielt für dieses Werk den Prix Goncourt 1948.
Band 2 – Der Sturz der Leiber (La Chute des corps) und Band 3 – Rendezvous in der Hölle (Rendez-vous aux Enfers) kamen 1950 und 1951 heraus. Die deutsche Ausgabe der gesamten Trilogie in der Übertragung von Lotte Frauendienst erschien 1961 bei Henry Goverts in Stuttgart.  Humphrey Hare übersetzte den Roman 1952 ins Englische (Curtain falls. A modern trilogy). Eine andere englische Übertragung heißt treffend Rise of Simon Lachaume. Marisa Zini übersetzte den Roman 1956 ins Italienische (Einaudi, Turin:  Le grandi famiglie). 1963 erschienen eine tschechische (Burziáni) und eine armenische (Ays ashkharhi hzornerě) Fassung sowie 1987 eine chinesische (Dàjiāzú) von Liú Zhìwēi.
Der herrschsüchtige Bankier Noël Schoudler – 1856 geboren, als Zuckerfabrik- und Zeitungsdruckereibesitzer sowie Betreiber von Handelsgesellschaften reich geworden – überlässt dem einzigen Sohn kein Quäntchen seiner Macht.

## Inhalt
Paris, Avenue de Messine und deren Umgebung Anfang 1916 bis 1924.

### Familie Schoudler
Laut Romantitel muss außer der Bankiersfamilie Schoudler mindestens noch eine Familie im Spiel sein. Diese zweite Familie wohnt in der Rue de Lubeck. Es handelt sich um das Ehepaar Jean und Juliette de La Monnerie. Der Dichter Marquis Jean de La Monnerie, Mitglied der Académie française, wurde 1846 nahe bei Vierzon geboren.
Den Grundstein zum Schoudler-Imperium hatte Baron Noël Schoudlers Vater Siegfried Schoudler – Gründer des Bankhauses Schoudler – gelegt. In seiner Jugend hatte Baron Siegfried mit seinem Vater sogar einmal bei Fürst Metternich diniert. Siegfried stirbt Anfang 1924 im Alter von um die vierundneunzig Jahren.
Der wuchtige, hünenhafte Baron Noël Schoudler, einer der mächtigsten Männer von Paris, nun Mitglied des Direktoriums der Banque de France, herrscht als Alleinerbe.
Noël und Adèle Schoudlers um 1879 geborener Sohn Baron François Schoudler heiratet 1914 Jacqueline, die Tochter Jean de La Monneries. Marie-Ange Schoudler wird geboren. Der junge Vater nimmt am Ersten Weltkrieg teil. Zu Beginn des Jahres 1916 bringt Jacqueline den Sohn Jean-Noël zur Welt. Er trägt die Vornamen seiner Großväter.
Während einer geschäftlichen Amerikareise im Jahr 1922 lässt sich Noël Schoudler von seinem Sohn François vertreten. Nach seiner Rückkehr aus Übersee fällt der Vater aus allen Wolken. Wie selbständig der Sohn geworden ist! Keine der Neuerungen kann Baron Noël gutheißen, schiebt den Sohn in die 1857 von Baron Siegfried gegründete Zuckerfabrik Sonchelles als Direktor ab, verweigert ihm aber letztendlich den Kredit für in Sonchelles anstehenden Investitionen. Verzweifelt wendet sich François Schoudler an Lucien Maublanc. Letzterem bereitet es Vergnügen, dem Sohn seines Feindes Noël Schoudler die Hilfe zu verweigern. François Schoudler erschießt sich. Noël Schoudler weist alle Schuld von sich, schiebt diese auf Lucien Maublanc und will sich an ihm rächen. Lucien Maublanc lässt sich das nicht gefallen, gibt seinerseits Noël Schoudler die Schuld am Suizid François’. Der Mediziner Professor Lartois diagnostiziert bei Lucien Maublanc eine ausbrechende Dementia senilis. Der Kranke stirbt im Alter von 62 Jahren in der Landesirrenanstalt.
Simon Lachaume steigt in Noël Schoudlers Zeitung Echo du Matin zum zweiten Mann auf.

### Simon Lachaume
Wie die Trilogie vom tiefen Fall Noël Schoudlers erzählt, so kann sie gleichzeitig als Geschichte des Aufstiegs von Simon Lachaume genommen werden. 1920 wohnt der am 12. Oktober 1887 in Mureaux geborene  Simon Lachaume, Studienassessor am Lycée Louis-le-Grand, mit seiner ungeliebten Ehefrau in bescheidenen Verhältnissen in der Rue Lhomond. Er hat die Dissertation Jean de La Monnerie oder die vierte Romantikergeneration fertig, wird ans Sterbebett seines Meisters gerufen und lernt dort im Hause in der Rue de Lubeck Isabelle d’Huisnes, die um die dreißigjährige Nichte des sterbenden Dichters kennen. Jean de La Monnerie übergibt Simon Lachaume ein an Madame Marie-Hélène Eterlin gerichtetes Blatt Papier und stirbt. Professor Emile Lartois, der Hausarzt des Verstorbenen, bittet Simon Lachaume um einen Nachruf für den Verstorbenen und teilt dem Assessor die Adresse der Madame Eterlin mit. Der frischgebackene Journalist – der Nachruf ist im Echo du Matin erschienen – sucht die 43-jährige Mätresse des Dichters auf, übergibt ihr das Blatt und beginnt sowohl eine Liaison mit ihr als auch mit deren Feindin Isabelle d’Huisnes. Simon Lachaume gibt zusammen mit Isabelle den Nachlass des toten Dichters heraus. Ein reichliches halbes Jahr nach dem Tode ihres Onkels stellt Professor Lartois in seiner Praxis in der Avenue d’Iéna fest, Isabelle ist schwanger und errät auch noch den Vater: Simon Lachaume. Der bedeutende Mediziner macht auf dem ärztlichen Untersuchungstisch einen vergeblichen Vergewaltigungsversuch der werdenden Mutter. Isabelles Tante, die Witwe Madame Juliette de La Monnerie, die sich zu einer Kur in Bagnoles-de-l’Orne aufhält, weiß weiter. Der greise Olivier Meignerais, ein überaus hartnäckiger Verehrer der Tante, willigt in eine Josefsehe mit dem wesentlich jüngeren Fräulein Isabelle ein. Das Ehepaar Meignerais muss sich in die Schweiz zurückziehen. Dort wartet es die Niederkunft Isabelles ab. Nach einer Fehlgeburt kann das Paar nach Paris zurückkehren. Isabelle hat sich in ihren greisen Olivier verliebt und überfordert ihn aber mit der Zeit sexuell. Olivier Meignerais, der sich mit der Einnahme „weißer Kügelchen“ aufputscht, stirbt mitten über einem Liebesakt.
Unmittelbar nach der Leichenfeier für den Dichter Jean de La Monnerie hatte sich Simon Lachaume bei einem der Redner, dem Kultusminister Anatole Rousseau, als aufstrebender Autor in Erinnerung gebracht. Als der 66-jährige Rousseau Kriegsminister wird, übernimmt er den ehrgeizigen schreibenden Assessor – vor allem wegen dessen perfekt funktioniertem Gehirn – als Mitarbeiter. In seiner neuen Funktion verschafft Simon Lachaume Isabelles Onkel Brigadegeneral Robert Fauvel de La Monnerie den dritten Stern. Rousseau ernennt den General zum Divisionskommandeur.
Während Noël Schoudlers Amerikatour wird Simon Lachaume in der Redaktion des Echo du Matin von François Schoudler mit offenen Armen aufgenommen. Daneben wird Simon Lachaume bei Anatole Rousseau stellvertretender Ministerialdirektor. Er macht mit Madame Eterlin Schluss.

### Lucien Maublanc
Baronin Adèle Schoudlers erster Mann, der impotente Börsenspekulant Lucien Maublanc, genannt Monsieur Lulu, ist der Stiefbruder des verstorbenen Jean de La Monnerie. Im trunkenen Zustand glaubt er nicht mehr an seine Impotenz und beschläft das 20-jährige rothaarige Sternchen Sylvaine Dual. Für ein Neugeborenes verspricht er der Schauspielerin eine Million Francs. Da Sylvaine unfruchtbar ist, geht sie Lucien Maublanc aus den Augen und verbündet sich mit einer Schwangeren. Deren Zwillinge gibt Sylvaine als ihre Kinder aus und kassiert die zwei Millionen Francs. Der kleine Junge stirbt; das kleine Mädchen überlebt.

### Emile Lartois
Nachdem wieder einmal eines der vielen alten Mitglieder verstorben ist, nehmen die Mitglieder der Académie française, darunter François de Curel, Anatole France, Robert de Flers, Boylesve, Loti und der Historiker Jérôme Barère im zweiten Anlauf den überaus eitlen 61-jährigen Professor der Medizin Emile Lartois in ihre Reihen auf. Der zweite Kandidat Baron Pingaud hatte diesmal das Nachsehen. Barère ist einer der beiden Bürgen des neuen Akademiemitglieds. Der Junggeselle Lartois hat außer einer unverheirateten Schwester in der Provinz keine Verwandten mehr.

## Verfilmung
- 1958: Denys de La Patellière verfilmte den Roman[2] mit Jean Gabin als Baron Noël Schoudler, Jean Desailly als François Schoudler, Patrick Millow als Jean-Noël Schoudler,  Pierre Brasseur als Lucien Maublanc, Bernard Blier als Simon Lachaume, Françoise Christophe als Jacqueline Schoudler, Annie Ducaux als Baronin Adèle Schoudler, Françoise Delbart als Isabelle d’Huisnes, Jean Ozenne als Akademiemitglied Professor Emile Lartois, Jean Murat als General Robert de La Monnerie, Nadine Tallier als Sylvaine Dual, Aimé Clariond als Marquis Gérard de La Monnerie und Jacques Monod als Minister Rousseau. Der Film kam im August 1959 in die deutschen Kinos.

## Rezeption
Drissen meint, die Trilogie richte sich gegen das Bürgertum. Maurice Druon befinde sich mit solcher Erzählhaltung in guter Gesellschaft. Gemeint ist zum Beispiel die Nähe zu Zolas Naturalismus verbunden mit bevorzugter Darstellung der Unmoral und der Verneinung der allgemein anerkannten Werte. In der Trilogie werde – wie bei Maupassant – dem Pessimismus gehuldigt und tüchtig gestorben. Ironisch und in parallelen Handlungssträngen werde erzählt wie bei Tolstoi. Der Autor sei ein Chronist wie Jules Romains und ein strenger Gesellschaftskritiker wie Aragon. Er porträtiere so ähnlich wie La Bruyère.
Baron Noël Schoudler habe gewisse Ähnlichkeit sowohl mit Baron Rothschild als auch mit Jean Prouvost. Mit Schoudlers Zeitung Echo du Matin könnte das Blatt L’Écho de Paris gemeint sein.

## Deutschsprachige Literatur

### Deutschsprachige Erstausgabe
- Die großen Familien. Henry Goverts Verlag Stuttgart 1961. 854 Seiten.

### Verwendete Ausgabe
- Die großen Familien. Deutsche Übertragung von Lotte Frauendienst. Nachwort: Manfred Naumann vom Februar 1965. 408 Seiten. Volk und Welt, Berlin 1965 (Lizenzgeber: Goverts, Stuttgart)

### Andere Ausgaben
- Die großen Familien. Roman. Aus dem Französischen von Lotte Frauendienst. Rowohlt (rororo 730-731), Reinbek 1965. 315 Seiten Paperback

### Sekundärliteratur
- Klaus D. Drissen: Literatur und Politik. Der Gaullismus im Werk und Wirken von Maurice Druon. Peter Lang, Frankfurt am Main, Bern, Paris, New York 1992 (Diss. Uni Wuppertal 1991), ISBN 3-631-44717-5